# Michał Garicoïts
Michał Garicoïts S.C.I. di Béth. (ur. 15 kwietnia 1797 w Ibarre, zm. 14 maja 1863 w Bétharram) – francuski prezbiter rzymskokatolicki, założyciel Zgromadzenia Najświętszego Serca Jezusowego z Bétharram, święty Kościoła katolickiego.

## Życiorys
Pochodził z religijnej rodziny. Podczas trwania rewolucji francuskiej jego rodzice ukrywali kapłanów. Został wyświęcony na kapłana w 1823 roku, a potem mianowano go na wikarego w Cambo. Założył Zgromadzenie Najświętszego Serca Jezusowego z Bétharram. Zmarł 14 maja 1863 roku mając 66 lat.
Został beatyfikowany przez papieża Piusa XI 10 maja 1923 roku, a kanonizowany przez papieża Piusa XII 6 lipca 1947 roku.